# Dasyatis microps
Dasyatis microps är en rockeart som först beskrevs av Annandale 1908.  Dasyatis microps ingår i släktet Dasyatis och familjen spjutrockor. IUCN kategoriserar arten globalt som otillräckligt studerad. Inga underarter finns listade i Catalogue of Life.